# 오봉산 (의왕)
오봉산(五峯山)은 대한민국 경기도 의왕시 고천동에 있는 산으로, 해발 205 m이다. 오봉산 아래에는 의왕시청이 위치한다. 남부화물기지선 오봉역은 오봉산의 이름을 따서 지어졌다.

## 볼 만한 곳

### 병풍바위
선캄브리아기 경기 지괴에 속하는 변성암인 안구상 편마암으로 구성되며, 높이 18 m, 폭 30 m의 규모이다. 암벽등반을 하기 위한 산악인, 관광객들이 많이 찾아온다.